# アイアン・マン (エリック・ドルフィーのアルバム)
| 専門評論家によるレビュー | 専門評論家によるレビュー |
| レビュー・スコア         | レビュー・スコア         |
| 出典                     | 評価                     |
| ------------------------ | ------------------------ |
| AllMusic                 | 5/5stars                 |

『アイアン・マン』(Iron Man) は、アメリカ合衆国のジャズのマルチ・インストゥルメント奏者エリック・ドルフィーの1963年に録音されたアルバムで、トランペット奏者ウディ・ショウのレコード・デビュー作。

## 概要
アルバム・カバーに記されたライナーノーツによると、レコーディング・セッションは、深夜に非常にリラックスしたスタジオの雰囲気の中で5夜にわたっておこなわれたという。多くの創造がなされ、作り出された楽曲は「ほとんど商業的 (almost commercial)」なものから「とてつもなく変 (very far out)」なものまで多岐にわたった。この週のレコーディングからは、2枚のアルバムが制作された。最初に発表された『カンヴァセイションズ (Conversations)』は、FM Records から発売された。
『アイアン・マン』は、当時「あまりにも未来的に過ぎる (too futuristic)」とされた演奏が含まれており、すぐには発表されなかった。発表は、ドルフィー没後の1968年であった。日本盤は1973年にエピック・レコードからリリースされた。

## トラックリスト
Side 1:
1. "Iron Man" – 9:07
2. "Mandrake" – 4:50
3. "Come Sunday" (Ellington) – 6:24

Side 2: 
1. "Burning Spear" – 11:49
2. "Ode To Charlie Parker" (Byard) – 8:05

特記のない曲は、エリック・ドルフィー作曲。

## パーソネル
- エリック・ドルフィー – バスクラリネット、フルート、アルト・サクソフォーン
- リチャード・デイヴィス（英語版） – ベース
- クリフォード・ジョーダン – ソプラノ・サクソフォーン
- ソニー・シモンズ（英語版） – アルト・サクソフォーン
- プリンス・ラシャ（英語版） – フルート
- ウディ・ショウ – トランペット
- ボビー・ハッチャーソン – ヴィブラフォン
- エディ・カーン（英語版） – ベース (Iron Man)
- J・C・モーゼズ（英語版） – ドラムス

## 参考盤
- Douglas International Recording Corporation SD785
- Fresh Sound FSRCD 1628